# Piotr Siejka (aktor)
Piotr Siejka (ur. 22 lipca 1960 w Warszawie) – polski aktor filmowy i teatralny.

## Życiorys
Absolwent Wydziału Aktorskiego Państwej Wyższej Szkoły Filmowej, Telewizyjnej i Teatralnej im. Leona Schillera w Łodzi (1986). Od 1986 aktor Teatru Ochoty w Warszawie. Występował również w teatrach: Syrena (1982, 2003), Na Targówku (1986), Na Woli (1998) i Teatrze Studyjnym ’83 w Łodzi (1983, 1985–1986).
Od 2014 w sztuce Kariera Nikodema Dyzmy odgrywał postać Leona Kunickiego (Teatr Syrena w Warszawie, reż. Wojciech Kościelniak.

## Filmografia

### Filmy
- 2020 – Hallo syrena czyli premiera się odbędzie jako aktor który nie gra amantów
- 2011 – Weekend jako szef
- 2006 – Wszyscy jesteśmy Chrystusami jako sanitariusz w Izbie Wytrzeźwień
- 2003 – Pornografia jako sklepowy
- 2002 – E=mc² jako Stefek, ochroniarz „Ramzesa”
- 2002 – Pianista
- 1997 – Sara jako oficer, dowódca Leona
- 1997 – Musisz żyć jako ojciec Marcina
- 1993 – Balanga jako kumpel grabarz
- 1992 – Prawdziwie po polsku
- 1991 – Kroll jako kapral Sieja
- 1990 – Mów mi Rockefeller jako nabywca saletry na bazarze
- 1989 – Porno
- 1989 – Bal na dworcu w Koluszkach
- 1989 – Żelazną ręką
- 1989 – Triumf ducha jako więzień
- 1988 – Dekalog II jako lekarz
- 1988 – Piłkarski poker jako piłkarz „Czarnych”
- 1988 – Desperacja jako Ignacy Chmieleński
- 1988 – Pomiędzy wilki jako oficer w wieży kontroli lotów
- 1988 – Przeprawa
- 1987 – Czarne Stopy jako Oboźny
- 1987 – Prywatne śledztwo
- 1987 – Sonata marymoncka
- 1986 – Pogrzeb lwa jako gestapowiec
- 1985 – Sam pośród swoich jako SD-ek

### Seriale
- 2019 Motyw jako szef Szulca (odc. 1,2,6,7)
- 2017–2018 – Blondynka jako rzeźnik Grajewski (odc. 66,70,71,86,88)
- 2017 – Druga szansa jako Witek, członek zarządu stacji (odc. 1,2,9)
- 2012 – Ranczo jako ojciec panny młodej (odc. 71)[1]
- 2010 – Duch w dom jako Kowalski (odc. 8)
- 2010 – Usta usta jako dyrektor szkoły katolickiej (odc. 25)
- 2009, 2010, 2014 – Ojciec Mateusz jako Józef Walczak (odc. 18); Andrzej Szulc (odc. 51); Rogalski (odc. 159)
- 2009 – 39 i pół jako tragarz
- 2008–2009 – Czas honoru jako Dietl, klient fotografa Czajkowskiego (odc. 4) oraz jako Fisher (odc. 18 i 22)
- 2007 – Halo Hans jako wartownik
- 2007 – Dwie strony medalu jako radny
- 2007 – Odwróceni jako pułkownik, szef strzelnicy (odc. 2)
- 2005 – Dziki 2 jako generał Bolo Waligóra
- 2005 – Wiedźmy jako Kozłowski
- 2005–2009 – Niania jako deweloper
- 2004 – Kryminalni jako Marian Sumiński, wspólnik Kucharskiego (odc. 7)
- 2004 – Dziki jako generał Bolo Waligóra
- 2004–2006 – Pensjonat pod Różą jako Adam Kosior, klient Róży
- 2003 – Na Wspólnej jako Rafał Majewski
- 2003 – Tygrysy Europy 2 jako Bolesław, mąż Krystyny Brody
- 2003 – Na Wspólnej jako Rafał Majewski, potencjalny nabywca samochodu Leszka
- 2002 – M jak miłość jako Marcin, kolega Krzysztofa Zduńskiego (odc. 90)
- 2000 – 13 posterunek 2 jako gej policjant z komendy głównej (odc. 17)
- 2000 – M jak miłość jako Marcin, urzędnik ZUS (2002)
- 2000 – Twarze i maski jako scenograf
- 2000 – Na dobre i na złe jako Eryk
- 1998 –  Złotopolscy jako żołnierz
- 1997 – Klan jako prezes firmy framaceutycznej „Medica” w której pracował Jerzy
- 1997 – 13 posterunek jako żołnierz (odc. 18)
- 1995 – Ekstradycja jako bramkarz w dyskotece
- 1995 – Sukces jako komisarz Maruszko
- 1993 – Czterdziestolatek 20 lat później jako mecenas Wiesiołek
- 1991 – Panny i wdowy
- 1990 – Dziewczyna z Mazur jako Tadeusz
- 1989 – Kanclerz jako Krzysztof Zborowski
- 1989 – Modrzejewska
- 1988–1991 – Pogranicze w ogniu jako dziennikarz Richard Jones, agent brytyjskiego wywiadu
- 1988–1990 – W labiryncie
- 1987 – 07 zgłoś się jako lekarz przy ekshumacji zwłok Kazimierza Brzodzkiego (odc. 20)
- 1985 – Przyłbice i kaptury

### Dubbing
- 2010 – Harry Potter i Insygnia Śmierci: Część I jako jeden ze Śmierciożerców
- 2004 – Nascar 3D jako Chaplain, Elliot Sadler, Jack Roush, Jimmy Fenning
- 1997 – Pokémon jako Muramasa (odcinek 140)

## Nagrody i wyróżnienia
- 1986 – wyróżnienie indywidualne za rolę Kapitana w przedstawieniu „Maria i Woyzeck” i Igora w „Balladach o ostatnich” na IV Ogólnopolskim Przeglądzie Spektakli Dyplomowych Szkół Teatralnych w Łodzi[3].